# چهره‌نگاری مینیاتور

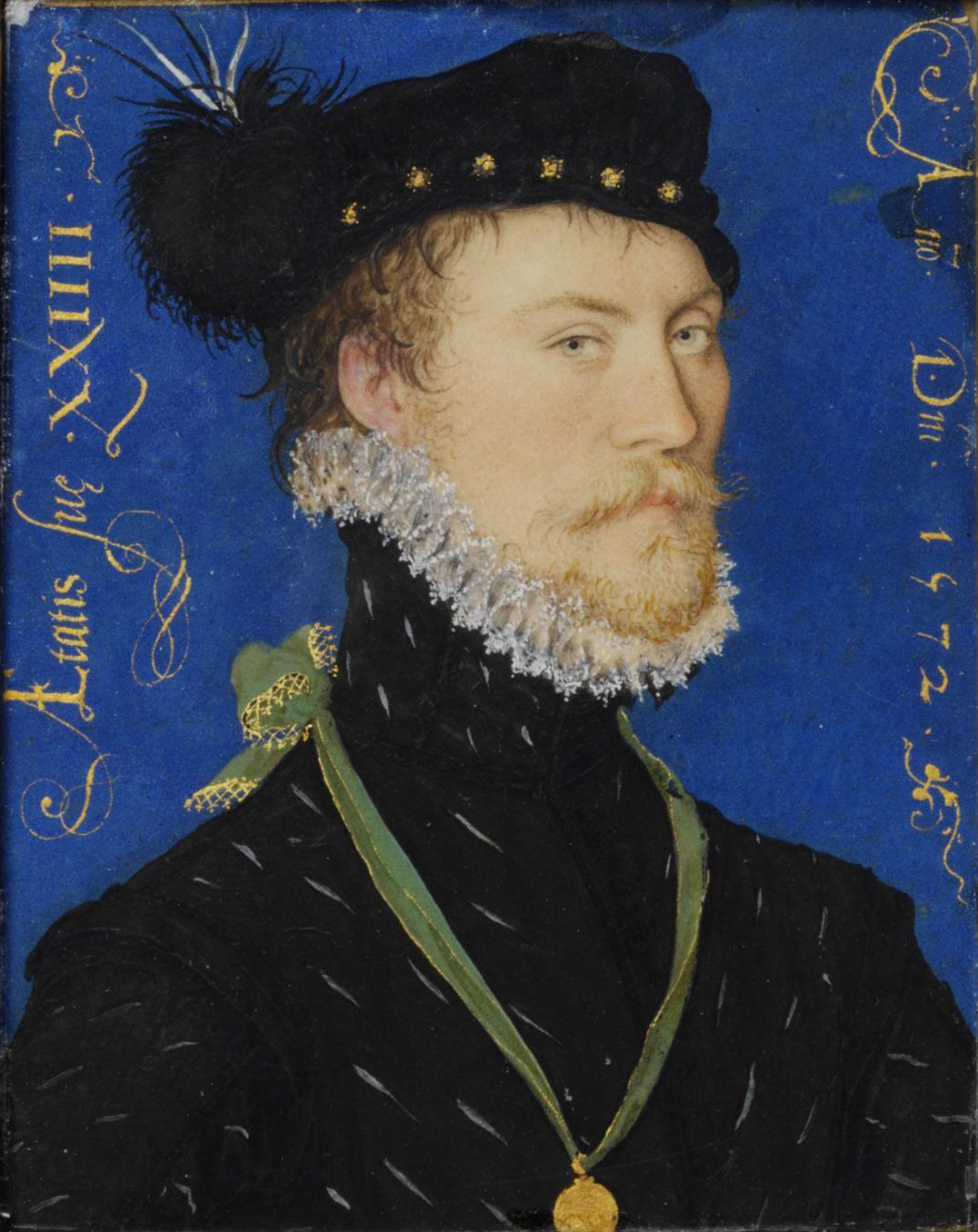
چهره‌نگاری مینیاتور از مرد ناشناس توسط نیکلاس هیلارد

چهره‌نگاری مینیاتور گونه‌ای از چهره‌نگاری و رنگ آمیزی مینیاتوری است که بیشتر به وسیله آب‌رنگ و گواش ایجاد می‌شود.
این هنر در قرن ۱۶ میلادی در اروپا رشد و گسترش پیدا کرد. در آن زمان اشراف اشتیاق به نگارگری تصویر چهره خود داشتند و همچنین سربازان و ملوانانی که در حین مسافرت و خدمت بودند تصویر نگارگری شده خود را نزد خانواده باقی می‌گذاشتند. از اواسط قرن نوزدهم پیشرفت عکاسی باعث کاهش محبوبیت چهره نگاری مینیاتور شد.